# Valdis Zatlers
Valdis Zatlers (Riga, 22 marzo 1955) è un politico lettone, è stato Presidente della Repubblica lettone dall'8 luglio 2007 all'8 luglio 2011.
Il 31 maggio 2007 è stato nominato Presidente, insediandosi alla scadenza del mandato dell'ex Presidente Vaira Vīķe-Freiberga. Ha anche svolto la professione di medico.
Zatlers, laureatosi all'Istituto di Medicina di Riga, è stato il direttore dell'Ospedale Traumatologico e Ortopedico Lettone dal 1994. Il 22 maggio 2007, la coalizione di governo al Saeima (Parlamento) lettone, propose ufficialmente Zatlers come candidato alle presidenziali. Zatlers non è membro di alcun partito politico, ma ha firmato il manifesto del Partito Popolare quando fu fondato nel 1998.
Valdis Zatlers è sposato, ha tre figli e adora la cucina, la scultura e la musica.

## L'elezione a Presidente della Repubblica
| Candidato      | Liste | Voti |
| -------------- | --- | ---- |
| Valdis Zatlers | Partito Popolare Unione dei Verdi e degli Agricoltori Primo Partito di Lettonia - A modo lettone Per la Patria e la Libertà/LNNK | 58   |
| Aivars Endziņš | Centro dell'Armonia | 39   |